# 富幕山
富幕山（とんまくやま）は、静岡県浜松市浜名区 と愛知県新城市 とにまたがる弓張山地の標高563.5 mの山。山域は浜名湖県立自然公園及び奥浜名自然休養林の指定を受けている。

## 概要
三ヶ日地区（旧引佐郡三ケ日町）の最高峰。遠州灘に面した温暖な地にあり、冬でも積雪のほとんどない山である。南西山腹の浜松市浜名区三ヶ日町只木には875年（貞観17年）に開創したと伝えられる幡教寺跡があり、三ヶ日町福長にある大福寺の前身とされている。北西山腹にある『黄柳野ツゲ自生地（つげのツゲじせいち）』が、1944年（昭和19年）3月7日に国の天然記念物の指定を受けた。新城市黄柳野字新谷甚古山の標高200-300 mにかけての40 haの地域に、ウバメガシ、サカキなどの暖地性植物とともにツゲが自生している。東側の中腹の浜松市浜名区引佐町奥山堂の上には、観光植物園の『花の奥山高原』がある。山頂には一等三角点（標高563.49、点名「富巻山」）、休憩所、日時計が設置されている。芝生の山頂公園となっていて、浜松市の街並みや浜名湖、遠州灘を見渡すことができる。山頂には無線中継所があり、遠くから見てこの山の目印となっている。山上ではササユリ、ハルリンドウ、マツムシソウなどの野草が見られる。南側の下部の山域は三ケ日みかんなどのミカン畑として利用されている。静岡百山研究会により、「静岡の百山」のひとつに選定されている。

## 登山
日帰り登山やハイキングの対象となる山。静岡県側には、奥浜名自然歩道として3コースが整備されている。代表的な奥山バス停から富幕山、風越峠、尉ヶ峰を経て浜名湖佐久米駅に至る縦走コースは、静岡県版「山のグレーディング」検討会により、無雪期・天候良好時の技術的難易度が「ランクA/(A-E)」（低い-中程度）、体力度が「3/1-10」（低程度、日帰りが可能）とされている。主な登頂コースを以下に示す。
- 細江コース（奥浜名自然歩道）: 国民宿舎奥浜名湖 - 二三月峠 - 尉ヶ峰 - 風越峠 - 富幕山
- 奥山コース（奥浜名自然歩道）: 奥山バス停 - 奥山高原 - 展望台 - 富幕山
- 只木コース（奥浜名自然歩道）: 只木バス停 - 鳳来山幡教寺跡 - 富幕山
- 陣座峠からのコース: 陣座峠 - 富幕山
- 瓶割峠からのコース: 瓶割峠 - 扇山 - 扇山林道分岐 - 富幕山[11]

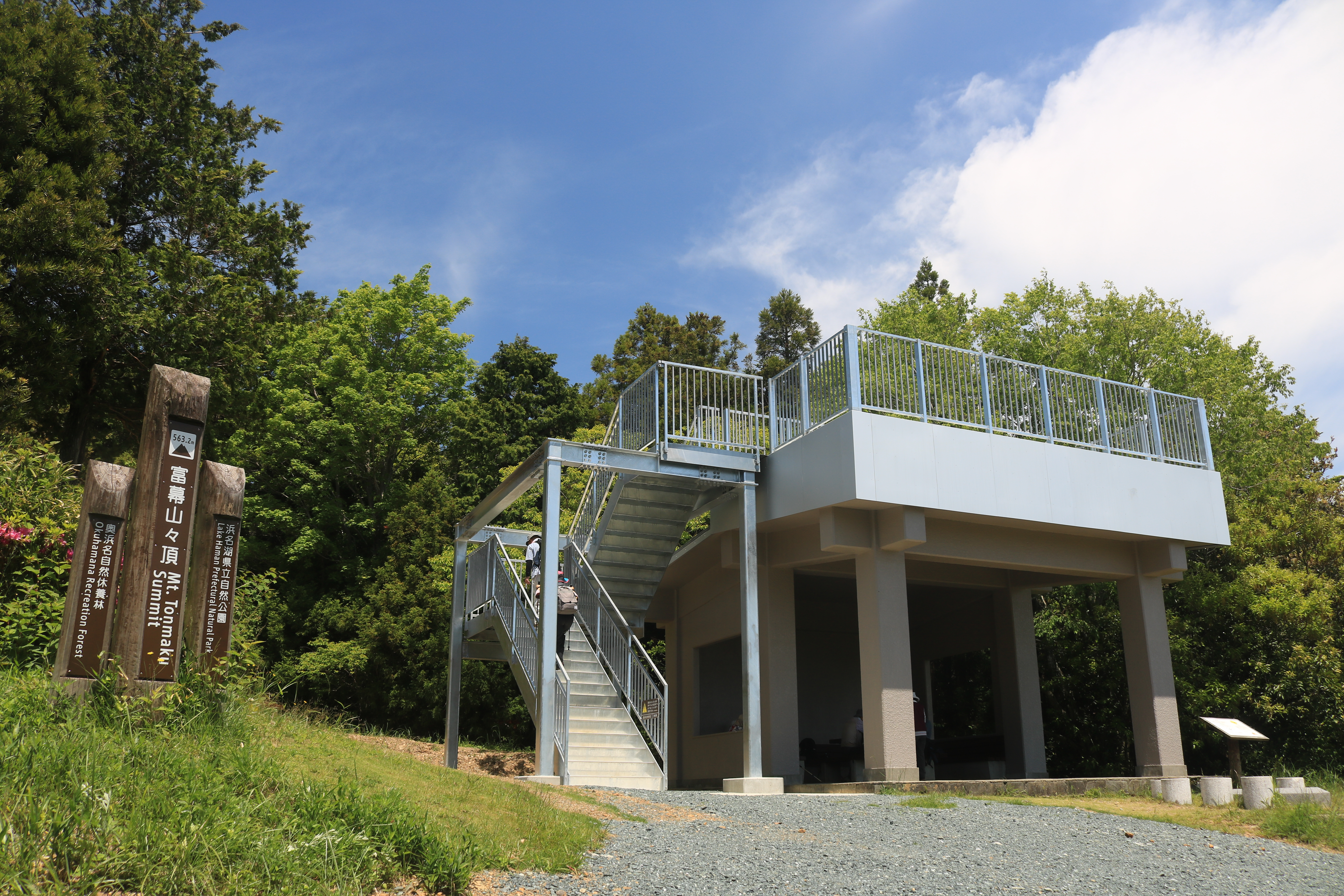
富幕山の山頂の休憩所と展望台
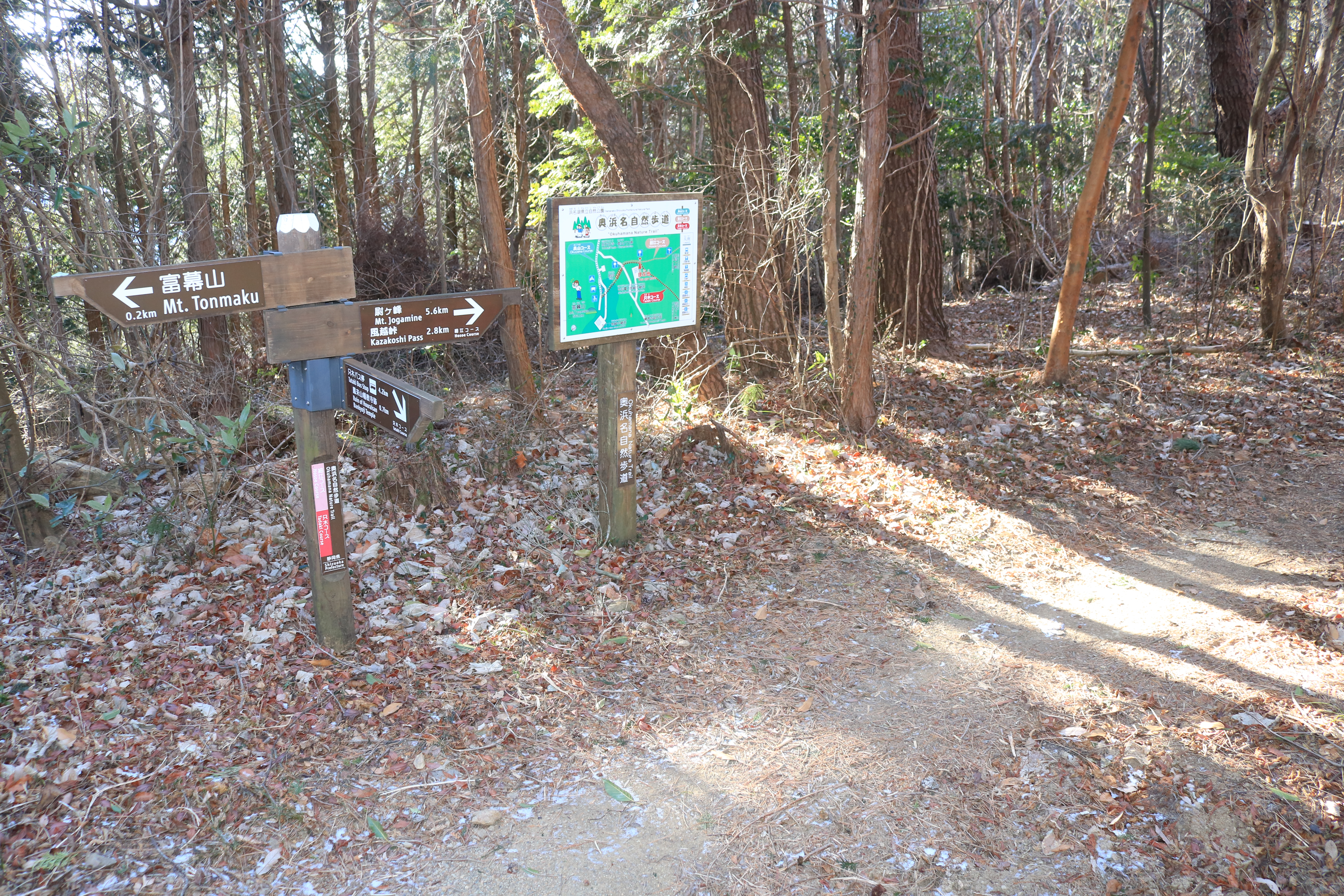
奥浜名自然歩道、只木コースと細江コースとの分岐点
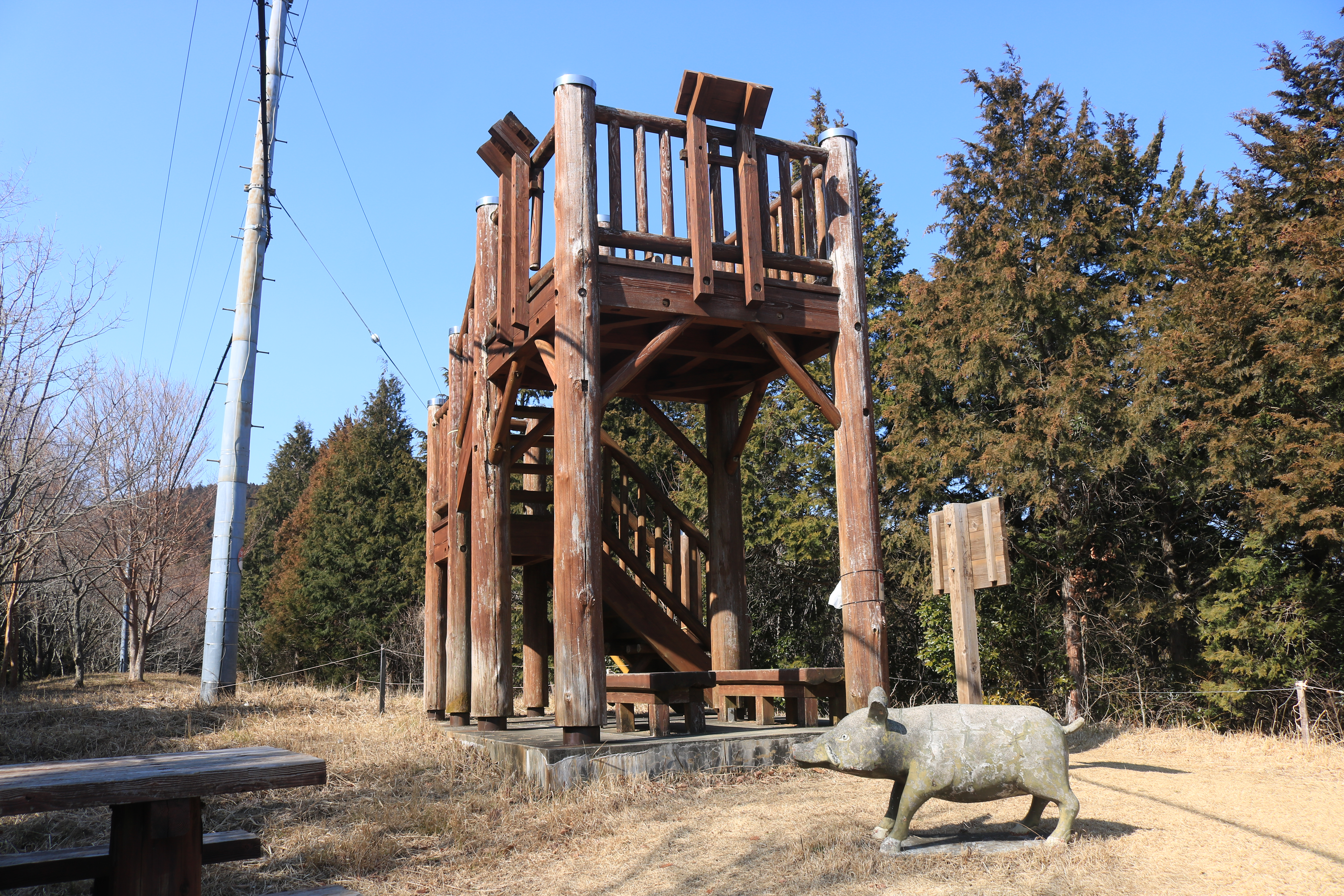
奥浜名自然歩道（奥山コース）にある展望台、富士山や南アルプスなどを望むことができる

## 地理

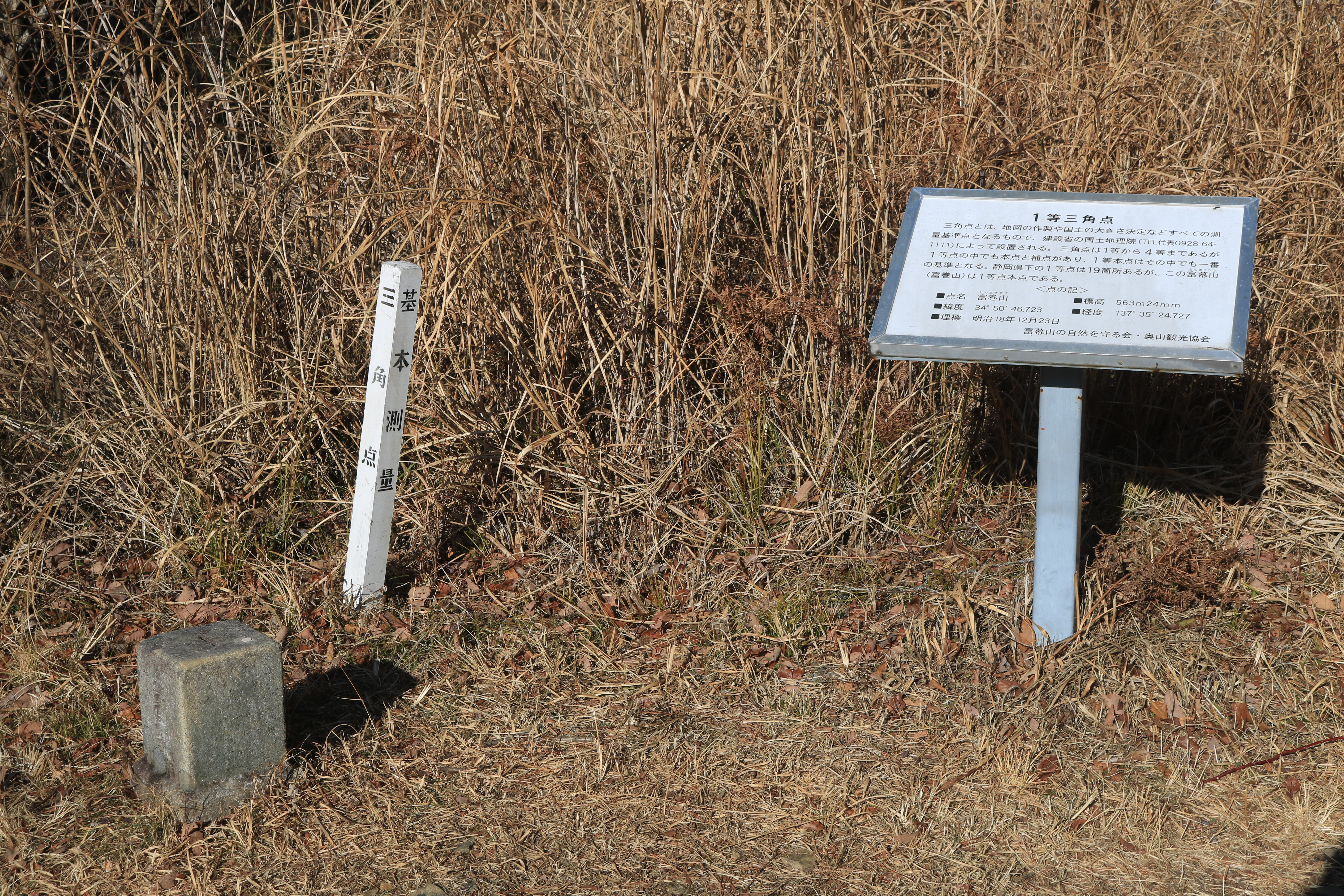
山頂に設置されている一等三角点

静岡県と愛知県境の弓張山地上にあり、浜名湖の北岸の北7 kmに位置する。

### 周辺の山
山頂の西2 kmにあるピークは扇山（標高478.30 m、四等三角点、点名「瓶割峠」）と呼ばれている。周辺の主要な山を下表に示す。
| 山容                                                                | 山名   | 標高(m) | 三角点等級 基準点名       | 富幕山からの 方角と距離(km) | 備考     |
| ------------------------------------------------------------------- | ------ | ------- | ------------------------- | --------------------------- | -------- |
| 尉ヶ峰から望む三岳山、左奥に富士山（2018年1月27日撮影）             | 三岳山 | 467.21  | 二等 「三岳村」           | 東 9.5                      | 三岳城跡 |
| 南麓から望む富幕山（2018年1月27日）                                 | 富幕山 | 563.49  | 一等 「富巻山」           | 0                           |          |
| 富士見岩から望む弓張山地の尉ヶ峰、左奥に富士山（2013年12月7日撮影） | 尉ヶ峰 | 433     | 三等 「嬢ケ峠」（424.24） | 南南東 3.6                  |          |
| 雨生山から望む金山（2018年2月3日撮影）                              | 金山   | 423.59  | 三等 「福長村」           | 西 3.7                      |          |

### 源流の河川
以下の河川の源流となる山で、太平洋側へ流れる。
- 釣橋川 - 宇利山川の支流で猪鼻湖へと流れる。
- 富幕川、陣座川 - 都田川の支流で浜名湖の引佐細江へと流れる。
- 黄柳川 - 豊川の支流で三河湾へと流れる。

### 周辺の峠
周辺の峠を以下に示す。

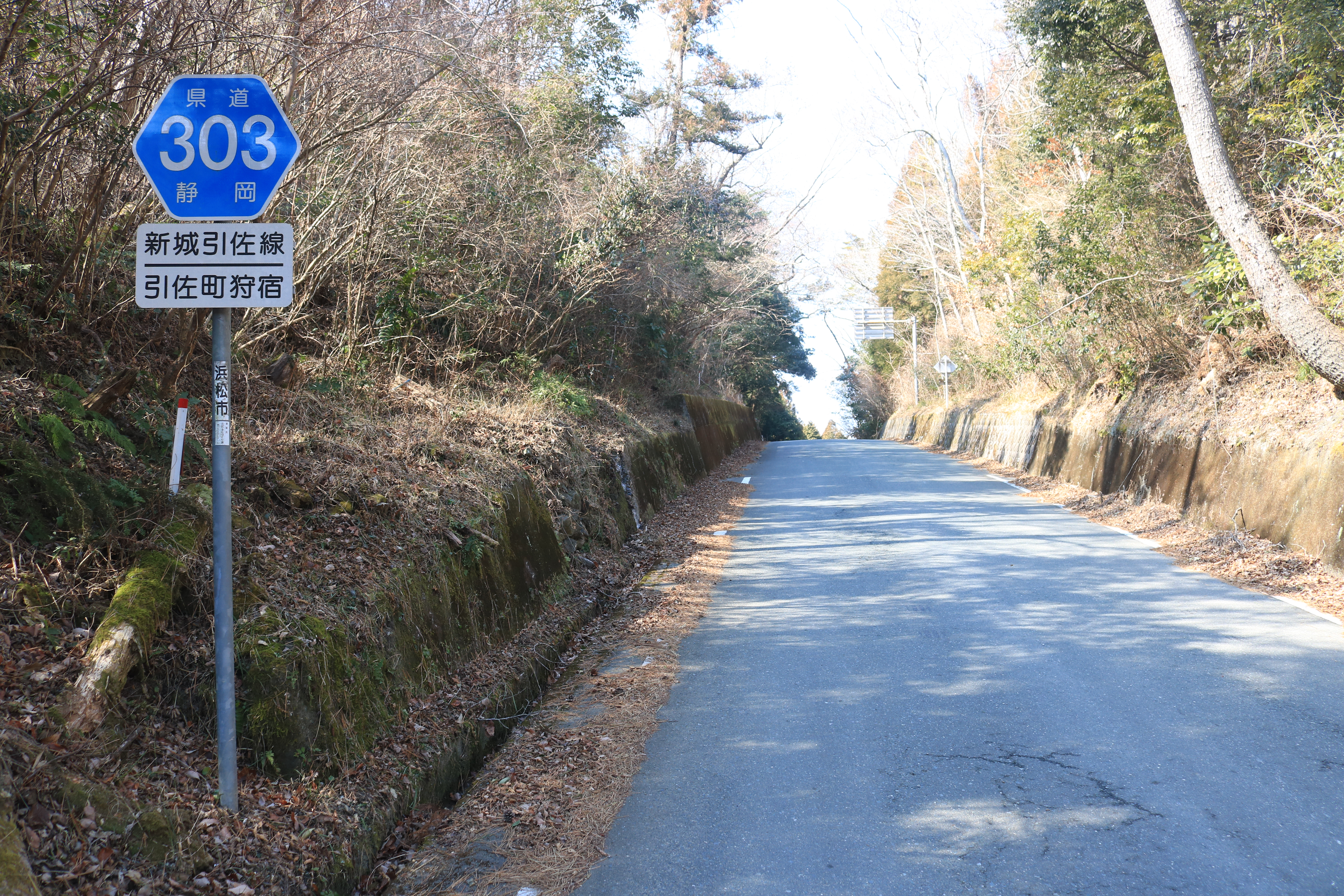
静岡県側から望む愛知県道392号・静岡県道303号新城引佐線が通る陣座峠、富幕山と浅間山（標高519　m）との鞍部、浜松市浜名区引佐町狩宿にて

- 陣座峠 - 標高約290 m。山頂から北東に延びる県境尾根上にある浅間山（標高519　m）との鞍部。山頂の北北東1.4 kmに位置し、愛知県道392号・静岡県道303号新城引佐線が通る。
- 風越峠 - 標高261 m。山頂から南側に延びる尾根上にある尉ケ峰との鞍部。山頂の南2.0 kmに位置し、静岡県道68号浜北三ケ日線と奥浜名自然歩道が通る。
- 瓶割峠 - 標高235 m。山頂から東側に延びる県境尾根上にある金山との鞍部。山頂の西3.0 kmに位置し、愛知県道445号・静岡県道308号鳳来三ヶ日線が通る。

### 交通・アクセス
南山麓に静岡県道68号浜北三ケ日線、北山麓に愛知県道392号・静岡県道303号新城引佐線、西山麓に愛知県道445号・静岡県道308号鳳来三ヶ日線が通る。山域の南部を新東名高速道路引佐連絡路の富幕山トンネルが通り、山域の東部を奥山トンネルが貫通している。山域の多くは植林地として利用されていて、瓶割峠から扇山の南域に扇山林道、陣座峠から東山腹に富幕林道などの林道が敷設されている。林道が山頂部にある電波通信施設へ通じる。
- 遠鉄バス奥山線の終点のバス停の奥山の西3 kmに位置する[15]。
- 天竜浜名湖鉄道天竜浜名湖線の東都筑駅の北6.6 kmに位置する[4]。
- 東名高速道路三ヶ日インターチェンジの北5.8 km、新東名高速道路引佐連絡路の浜松いなさインターチェンジの西南西6.2 kmに位置する[2]。

## 富幕山の風景

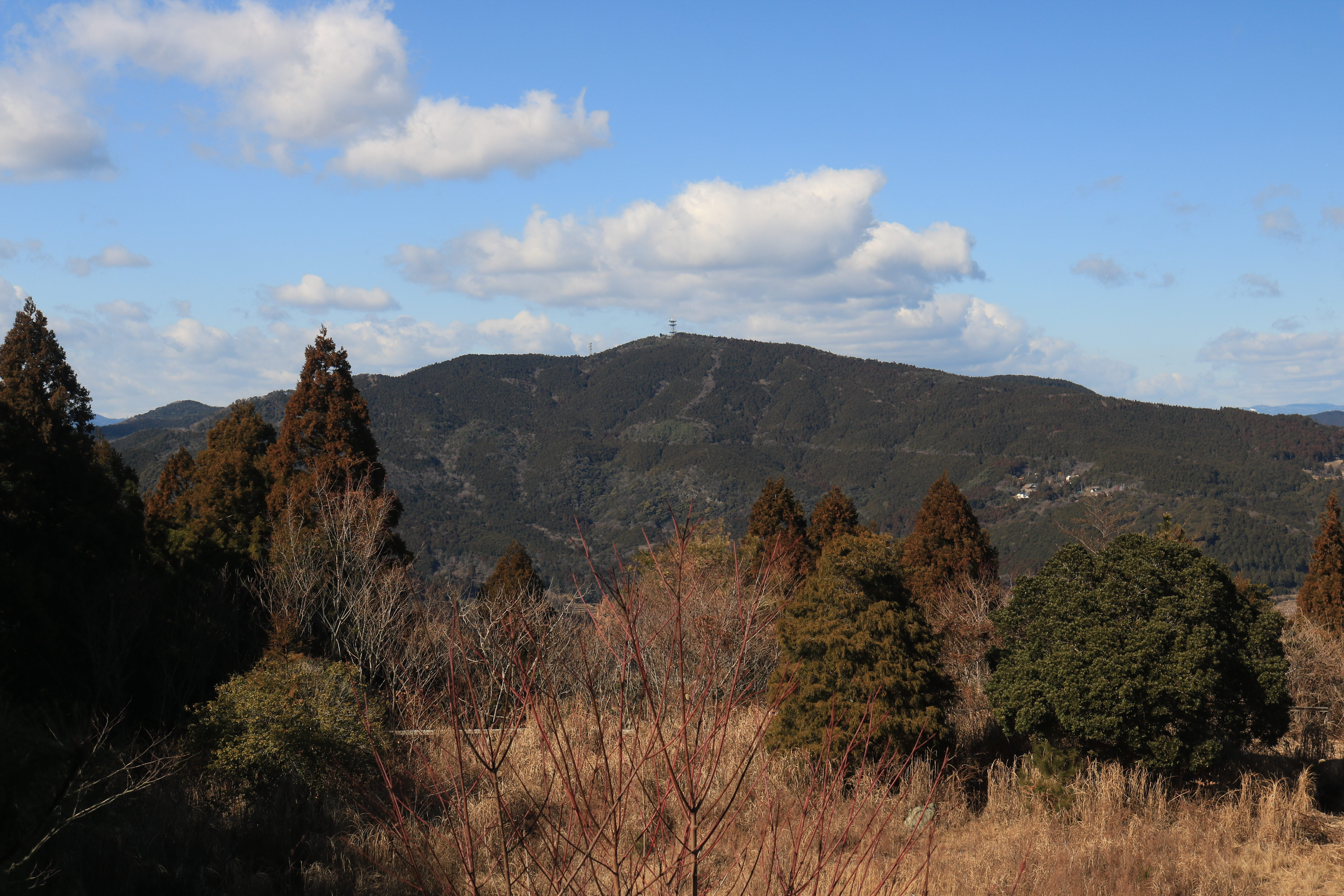
南側の尉ヶ峰方面から望む富幕山
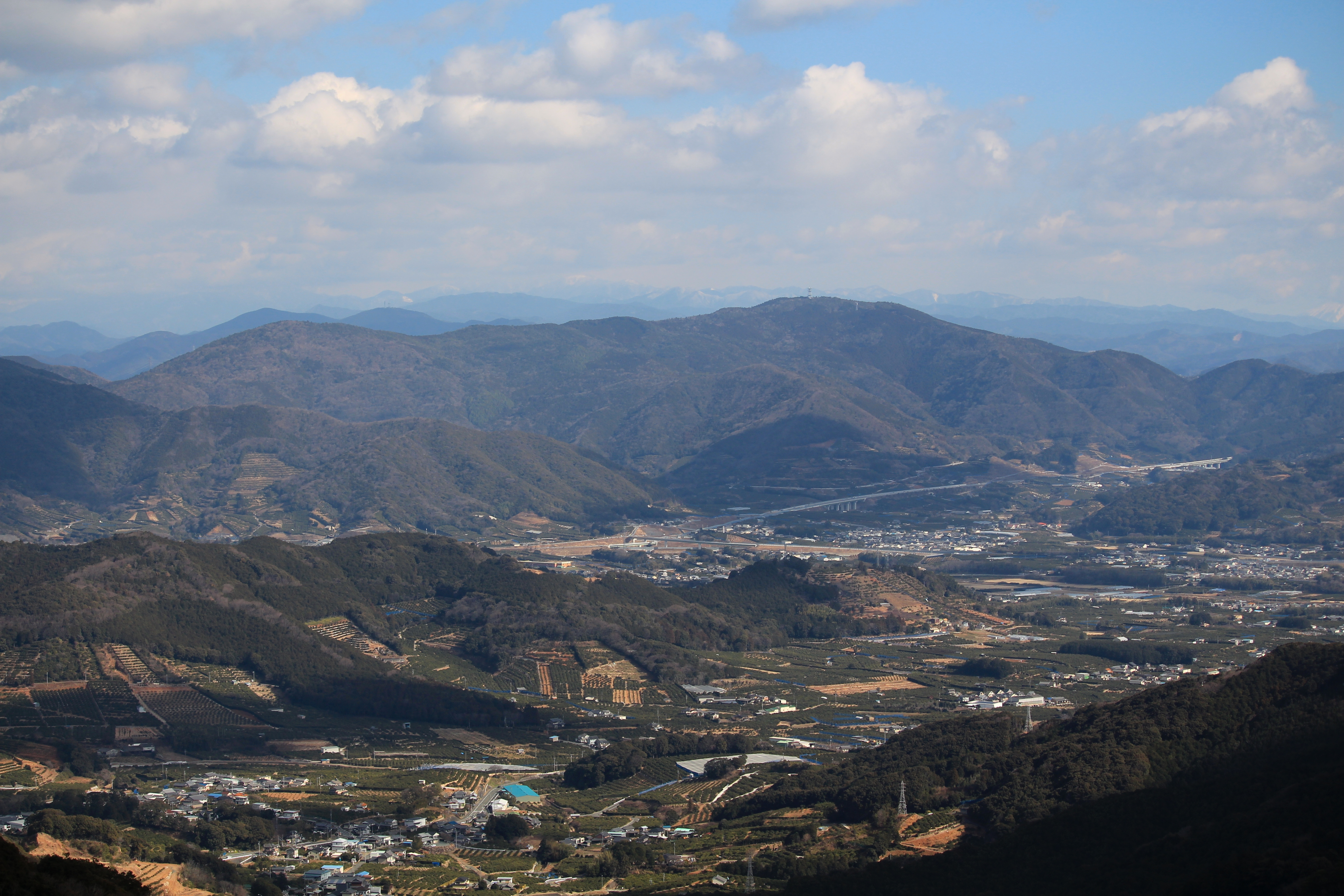
南西側の富士見岩から望む富幕山

## 富幕山からの眺望
奥山コースの展望台や細江コースの風越峠へ下る稜線上などからは富士山を望むことができる。2018年に山頂の休憩所の屋上に新たに展望台が設置された。 ウィキメディア・コモンズには、富幕山から眺望に関するカテゴリがあります。

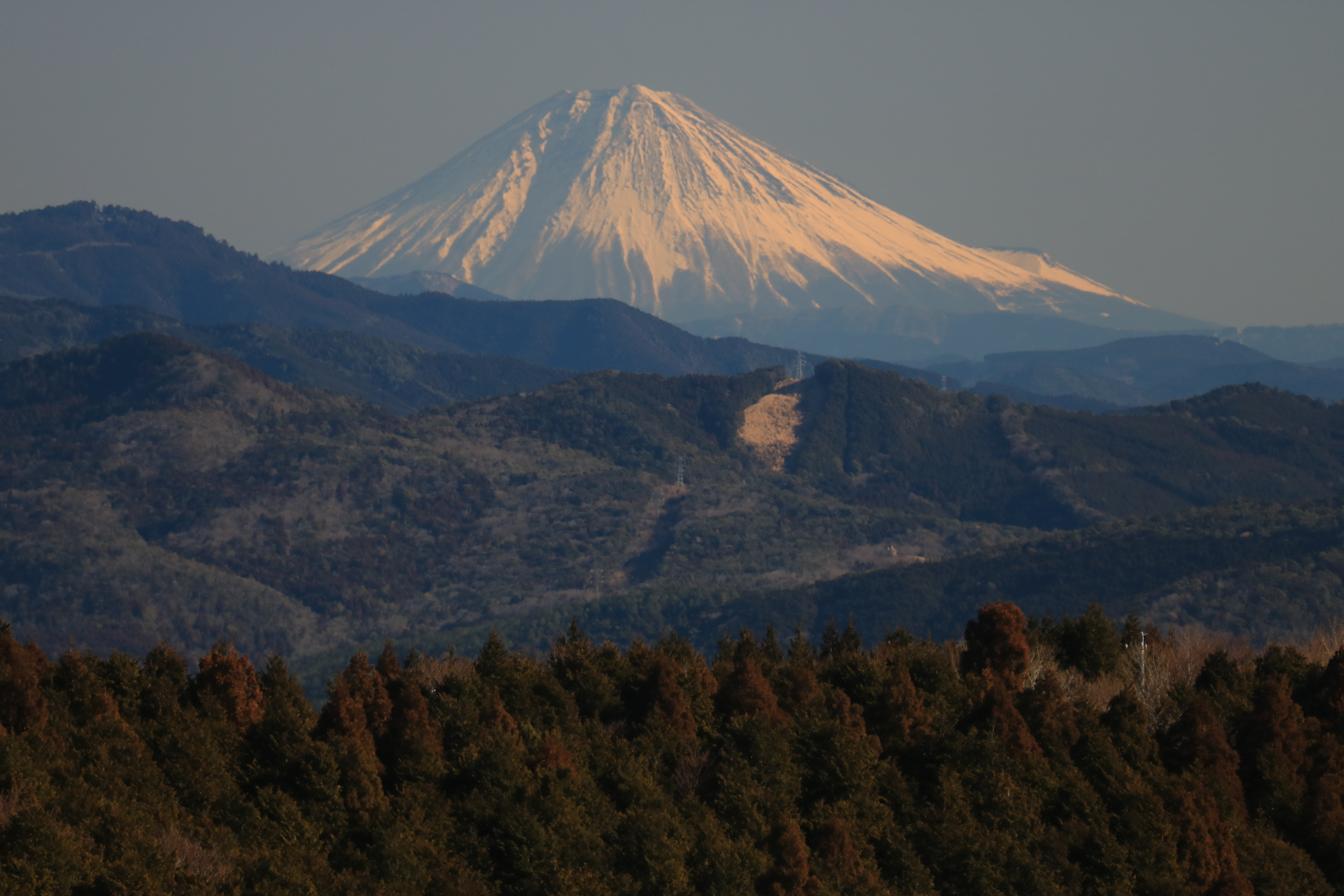
富士山（富幕山からの距離は約118 km）
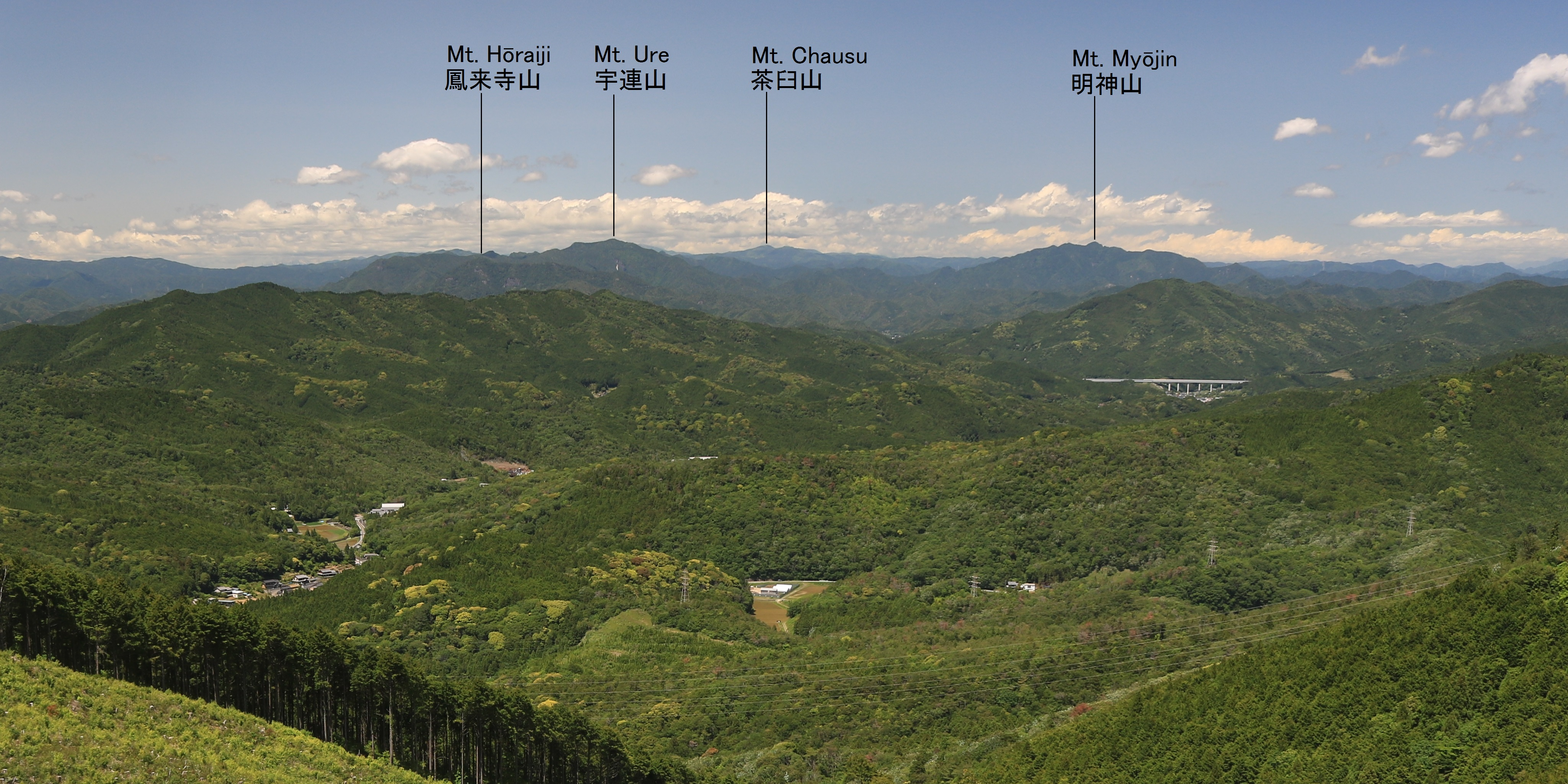
北側の鳳来寺山などの山並み
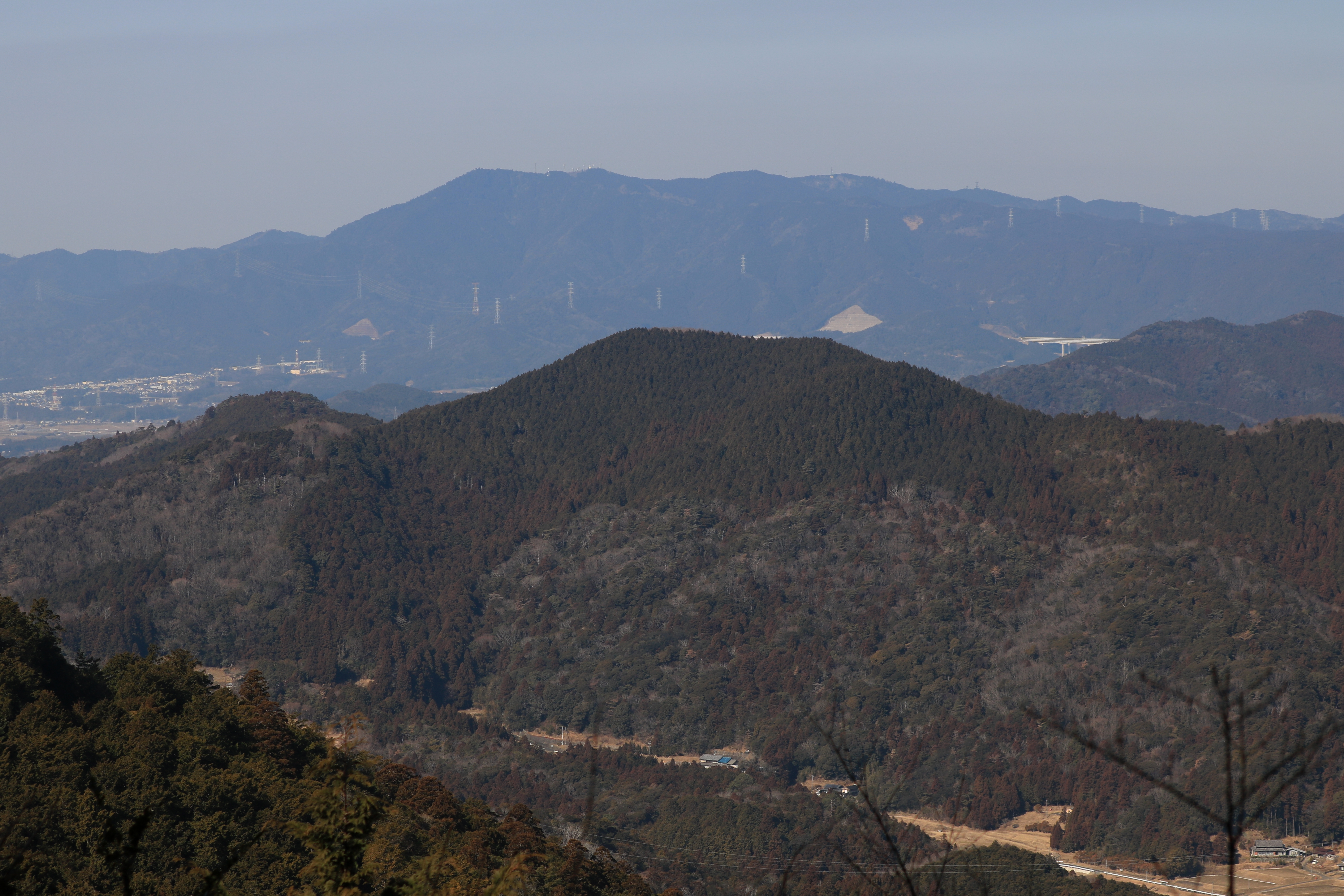
西側の本宮山
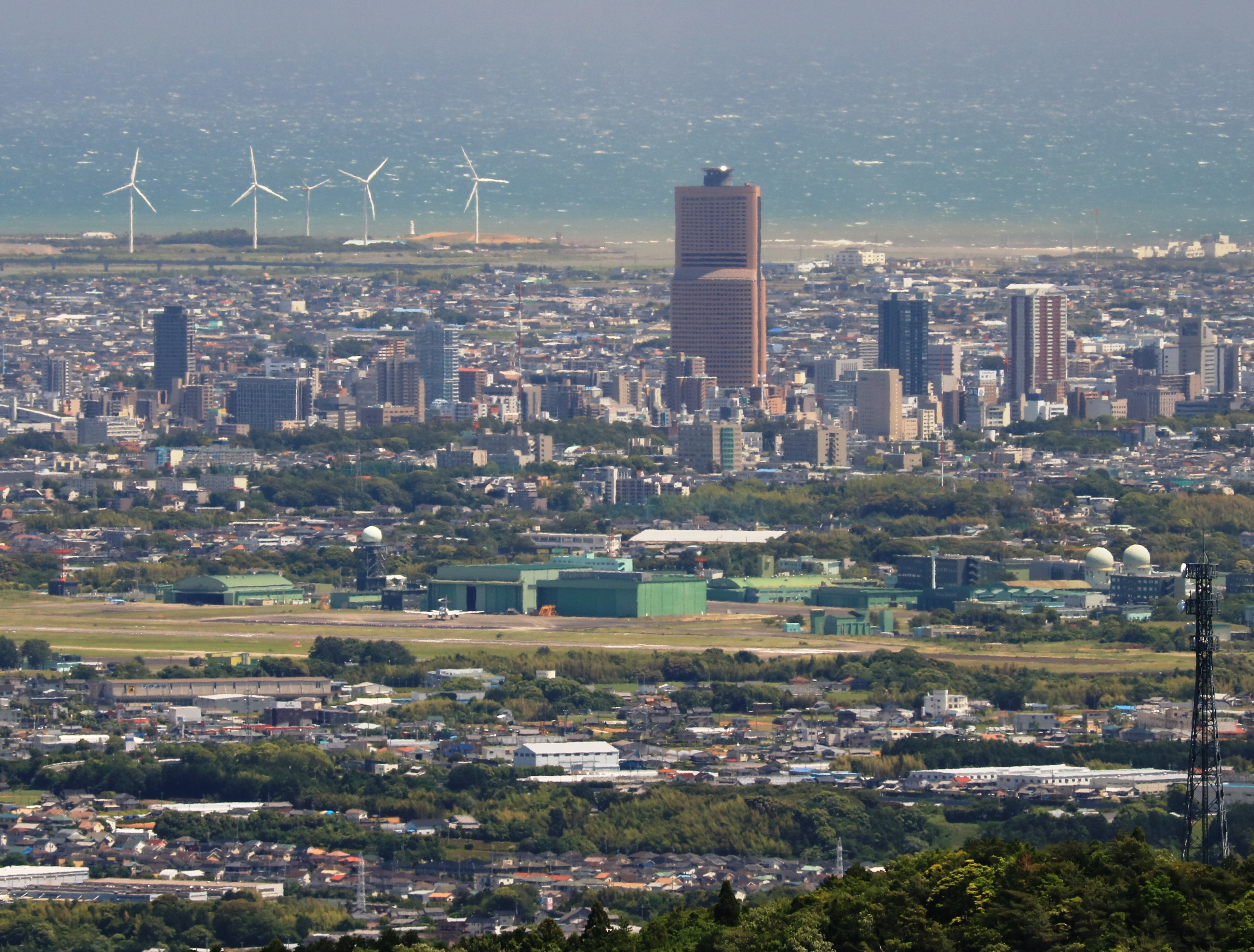
山頂の展望台から望む浜松市の中心部と太平洋